# Opisthoxia archidiaria
Opisthoxia archidiaria är en fjärilsart som beskrevs av Charles Oberthür 1916. Opisthoxia archidiaria ingår i släktet Opisthoxia och familjen mätare. Inga underarter finns listade i Catalogue of Life.